# 23e législature de la Saskatchewan
La 23e législature de la Saskatchewan est élue lors des élections générales de juin 1995. Le Nouveau Parti démocratique est au pouvoir avec Roy Romanow à titre de Premier ministre.
Le rôle de chef de l'opposition officielle est assumé par Lynda Haverstock du Parti libéral. Après la formation du Parti saskatchewanais, Ken Krawetz devient chef de l'opposition officielle.

## Membres du Parlement
Les membres du Parlement suivants sont élus à la suite de l'élection de 1995 :
1995-1997
|  | Circonscription électorale | Membre             | Parti                     |
|  | -------------------------- | ------------------ | ------------------------- |
|  | Arm River                  | Harvey McLane      | Libéral                   |
|  | Athabasca                  | Buckley Belanger   | Libéral                   |
|  | Battleford-Cut Knife       | Sharon Murrell     | Néo-démocrate             |
|  | Cannington                 | Dan D'Autremont    | Progressiste-conservateur |
|  | Canora-Pelly               | Ken Krawetz        | Libéral                   |
|  | Carrot River Valley        | Andy Renaud        | Néo-démocrate             |
|  | Cumberland                 | Keith Goulet       | Néo-démocrate             |
|  | Cypress Hills              | Jack Goohsen       | Progressiste-conservateur |
|  | Estevan                    | Larry Ward         | Néo-démocrate             |
|  | Humboldt                   | Arlene Julé        | Libéral                   |
|  | Indian Head-Milestone      | Lorne Scott        | Néo-démocrate             |
|  | Kelvington-Wadena          | June Draude        | Libéral                   |
|  | Kindersley                 | Bill Boyd          | Progressiste-conservateur |
|  | Last Mountain-Touchwood    | Dale Flavel        | Néo-démocrate             |
|  | Lloydminster               | Violet Stanger     | Néo-démocrate             |
|  | Meadow Lake                | Maynard Sonntag    | Néo-démocrate             |
|  | Melfort-Tisdale            | Rod Gantefoer      | Libéral                   |
|  | Melville                   | Ron Osika          | Libéral                   |
|  | Moose Jaw North            | Glenn Hagel        | Néo-démocrate             |
|  | Moose Jaw Wakamow          | Lorne Calvert      | Néo-démocrate             |
|  | Moosomin                   | Don Toth           | Progressiste-conservateur |
|  | North Battleford           | Douglas Anguish    | Néo-démocrate             |
|  | Prince Albert Carlton      | Myron Kowalsky     | Néo-démocrate             |
|  | Prince Albert Northcote    | Eldon Lautermilch  | Néo-démocrate             |
|  | Redberry Lake              | Walter Jess        | Néo-démocrate             |
|  | Regina Centre              | Joanne Crofford    | Néo-démocrate             |
|  | Regina Coronation Park     | Kim Trew           | Néo-démocrate             |
|  | Regina Dewdney             | Edwin Tchorzewski  | Néo-démocrate             |
|  | Regina Elphinstone         | Dwain Lingenfelter | Néo-démocrate             |
|  | Regina Lakeview            | John Nilson        | Néo-démocrate             |
|  | Regina Northeast           | Edward Shillington | Néo-démocrate             |
|  | Regina Qu'Appelle Valley   | Suzanne Murray     | Néo-démocrate             |
|  | Regina Sherwood            | Lindy Kasperski    | Néo-démocrate             |
|  | Regina South               | Andrew Thomson     | Néo-démocrate             |
|  | Regina Victoria            | Harry Van Mulligen | Néo-démocrate             |
|  | Regina Wascana Plains      | Doreen Hamilton    | Néo-démocrate             |
|  | Rosetown-Biggar            | Berny Wiens        | Néo-démocrate             |
|  | Rosthern                   | Ben Heppner        | Progressiste-conservateur |
|  | Saltcoats                  | Bob Bjornerud      | Libéral                   |
|  | Saskatoon Rivers           | Jack Langford      | Néo-démocrate             |
|  | Saskatoon Eastview         | Bob Pringle        | Néo-démocrate             |
|  | Saskatoon Fairview         | Bob Mitchell       | Néo-démocrate             |
|  | Saskatoon Greystone        | Lynda Haverstock   | Libéral                   |
|  | Saskatoon Idylwyld         | Janice MacKinnon   | Néo-démocrate             |
|  | Saskatoon Meewasin         | Carol Teichrob     | Néo-démocrate             |
|  | Saskatoon Mount Royal      | Eric Cline         | Néo-démocrate             |
|  | Saskatoon Northwest        | Grant Whitmore     | Néo-démocrate             |
|  | Saskatoon Nutana           | Pat Atkinson       | Néo-démocrate             |
|  | Saskatoon Riversdale       | Roy Romanow        | Néo-démocrate             |
|  | Saskatoon Southeast        | Pat Lorje          | Néo-démocrate             |
|  | Saskatoon Sutherland       | Mark Koenker       | Néo-démocrate             |
|  | Shellbrook-Spiritwood      | Lloyd Johnson      | Néo-démocrate             |
|  | Swift Current              | John Wall          | Néo-démocrate             |
|  | Thunder Creek              | Gerard Aldridge    | Libéral                   |
|  | Watrous                    | Eric Upshall       | Néo-démocrate             |
|  | Weyburn-Big Muddy          | Judy Bradley       | Néo-démocrate             |
|  | Wood River                 | Glen McPherson     | Libéral                   |
|  | Yorkton                    | Clay Serby         | Néo-démocrate             |

1997-1999
|  | Circonscription électorale | Membre             | Parti                     |
|  | -------------------------- | ------------------ | ------------------------- |
|  | Arm River                  | Harvey McLane      | Libéral                   |
|  | Athabasca                  | Buckley Belanger   | Libéral                   |
|  | Battleford-Cut Knife       | Sharon Murrell     | Néo-démocrate             |
|  | Cannington                 | Dan D'Autremont    | Saskatchewanais           |
|  | Canora-Pelly               | Ken Krawetz        | Saskatchewanais           |
|  | Carrot River Valley        | Andy Renaud        | Néo-démocrate             |
|  | Cumberland                 | Keith Goulet       | Néo-démocrate             |
|  | Cypress Hills              | Jack Goohsen       | Progressiste-conservateur |
|  | Estevan                    | Larry Ward         | Néo-démocrate             |
|  | Humboldt                   | Arlene Julé        | Saskatchewanais           |
|  | Indian Head-Milestone      | Lorne Scott        | Néo-démocrate             |
|  | Kelvington-Wadena          | June Draude        | Saskatchewanais           |
|  | Kindersley                 | Bill Boyd          | Saskatchewanais           |
|  | Last Mountain-Touchwood    | Dale Flavel        | Néo-démocrate             |
|  | Lloydminster               | Violet Stanger     | Néo-démocrate             |
|  | Meadow Lake                | Maynard Sonntag    | Néo-démocrate             |
|  | Melfort-Tisdale            | Rod Gantefoer      | Saskatchewanais           |
|  | Melville                   | Ron Osika          | Libéral                   |
|  | Moose Jaw North            | Glenn Hagel        | Néo-démocrate             |
|  | Moose Jaw Wakamow          | Lorne Calvert      | Néo-démocrate             |
|  | Moosomin                   | Don Toth           | Saskatchewanais           |
|  | North Battleford           | Douglas Anguish    | Néo-démocrate             |
|  | Prince Albert Carlton      | Myron Kowalsky     | Néo-démocrate             |
|  | Prince Albert Northcote    | Eldon Lautermilch  | Néo-démocrate             |
|  | Redberry Lake              | Walter Jess        | Néo-démocrate             |
|  | Regina Centre              | Joanne Crofford    | Néo-démocrate             |
|  | Regina Coronation Park     | Kim Trew           | Néo-démocrate             |
|  | Regina Dewdney             | Edwin Tchorzewski  | Néo-démocrate             |
|  | Regina Elphinstone         | Dwain Lingenfelter | Néo-démocrate             |
|  | Regina Lakeview            | John Nilson        | Néo-démocrate             |
|  | Regina Northeast           | Edward Shillington | Néo-démocrate             |
|  | Regina Qu'Appelle Valley   | Suzanne Murray     | Néo-démocrate             |
|  | Regina Sherwood            | Lindy Kasperski    | Néo-démocrate             |
|  | Regina South               | Andrew Thomson     | Néo-démocrate             |
|  | Regina Victoria            | Harry Van Mulligen | Néo-démocrate             |
|  | Regina Wascana Plains      | Doreen Hamilton    | Néo-démocrate             |
|  | Rosetown-Biggar            | Berny Wiens        | Néo-démocrate             |
|  | Rosthern                   | Ben Heppner        | Saskatchewanais           |
|  | Saltcoats                  | Bob Bjornerud      | Saskatchewanais           |
|  | Saskatchewan Rivers        | Jack Langford      | Néo-démocrate             |
|  | Saskatoon Eastview         | Bob Pringle        | Néo-démocrate             |
|  | Saskatoon Fairview         | Bob Mitchell       | Néo-démocrate             |
|  | Saskatoon Greystone        | Lynda Haverstock   | Libéral                   |
|  | Saskatoon Idylwyld         | Janice MacKinnon   | Néo-démocrate             |
|  | Saskatoon Meewasin         | Carol Teichrob     | Néo-démocrate             |
|  | Saskatoon Mount Royal      | Eric Cline         | Néo-démocrate             |
|  | Saskatoon Northwest        | Grant Whitmore     | Néo-démocrate             |
|  | Saskatoon Nutana           | Pat Atkinson       | Néo-démocrate             |
|  | Saskatoon Riversdale       | Roy Romanow        | Néo-démocrate             |
|  | Saskatoon Southeast        | Pat Lorje          | Néo-démocrate             |
|  | Saskatoon Sutherland       | Mark Koenker       | Néo-démocrate             |
|  | Shellbrook-Spiritwood      | Lloyd Johnson      | Néo-démocrate             |
|  | Swift Current              | John Wall          | Néo-démocrate             |
|  | Thunder Creek              | Gerard Aldridge    | Libéral                   |
|  | Watrous                    | Eric Upshall       | Néo-démocrate             |
|  | Weyburn-Big Muddy          | Judy Bradley       | Néo-démocrate             |
|  | Wood River                 | Glen McPherson     | Libéral                   |
|  | Yorkton                    | Clay Serby         | Néo-démocrate             |

Notes

## Représentation
1995-1997
| Parti                    | Parti                      | Membres |
|                          | Nouveau Parti démocratique | 42      |
|                          | Libéral                    | 11      |
|                          | Progressiste-conservateur  | 5       |
| Total                    | Total                      | 58      |
| Gouvernement majoritaire | Gouvernement majoritaire   | 26      |

1997-1999
| Parti                    | Parti                      | Membres |
|                          | Nouveau Parti démocratique | 42      |
|                          | Saskatchewanais            | 9       |
|                          | Libéral                    | 6       |
|                          | Progressiste-conservateur  | 1       |
| Total                    | Total                      | 58      |
| Gouvernement majoritaire | Gouvernement majoritaire   | 26      |

Notes

## Élections partielles
Des élections partielles peuvent être tenues pour remplacer un membre pour diverses raisons :
| Circonscription | Député élu   | Parti           | Date de scrutin | Motif                                                         |
| --------------- | ------------ | --------------- | --------------- | ------------------------------------------------------------- |
| Cypress Hills   | Wayne Elhard | Saskatchewanais | 1999            | Jack Goohsen démissionne en raison d'accusation de corruption |

Notes